# LWWPU Lwów
LWWPU Lwów (ukr. Футбольний клуб ЛВВПУ Львів, Futbolnyj Kłub ŁWWPU Lwiw) – ukraiński klub piłkarski z siedzibą we Lwowie. 

## Historia
Zespół piłkarski LWWPU został założony we Lwowie po zakończeniu II wojny światowej i reprezentował Lwowską Wyższą Szkołę Wojskowo-Polityczną (ukr. ЛВВПУ - Львівське вище військово-політичне училище). Zespół występował w rozgrywkach Mistrzostw oraz Pucharu obwodu lwowskiego. 
W 1965 dotarł do finału amatorskich rozgrywek Pucharu Ukraińskiej SRR, a w następnym roku i w 1968 zdobył to trofeum.
Przez pewien czas drużyna jeszcze występowała w rozgrywkach Mistrzostw oraz Pucharu obwodu lwowskiego dopóki nie została rozwiązana. Obecnie przy uczelni, która nosi nazwę Akademii Wojsk Lądowych im. hetmana Petra Sahajdacznego, istnieje piłkarski zespół, który uczestniczy w rozgrywkach lokalnych.

## Sukcesy
- zdobywca Pucharu Ukraińskiej SRR: 1966, 1968
- finalista Pucharu Ukraińskiej SRR: 1965

## Inne
- Karpaty Lwów